# Брегман, Мартин
Мартин Брегман (англ. Martin Bregman; 18 мая 1926, Нью-Йорк, США — 16 июня 2018, там же) — американский кинопродюсер.

## Биография
Карьера Мартина в кино начиналась с работы коммерческим директором и импресарио у многих знаменитых актёров, таких как Барбра Стрейзанд, Алан Алда, Бетт Мидлер, Майкл Дуглас и Вуди Аллен. Набравшись опыта и став довольно известным в кругу кинематографистов, Мартин взялся за профессию кинопродюсера.
Первым проектом, в котором Брегман попробовал себя в новом амплуа, был фильм Сидни Люмета «Серпико» с Аль Пачино в главной роли. Фильм получил великолепные отзывы у кинокритиков и стал успешным в коммерческом плане. Ещё более успешным стал другой проект начинающего продюсера — «Собачий полдень», где с ним работали те же Сидни Люмет и Аль Пачино. Мартин и в дальнейшем тесно и плодотворно сотрудничал с Пачино. Их очередной совместной работой стала картина «Лицо со шрамом», поставленная Брайаном Де Пальма по сценарию Оливера Стоуна. Фильм не стал коммерчески успешным, но обрёл широкий круг поклонников. Далее последовала картина «Море любви», и также с Пачино в главной роли.
Результатом сотрудничества Мартина с Аланом Алда стали картины «Времена года», «Новая жизнь» и «Свадьба Бетси», в которых Алан выступил как режиссёр и сценарист.
По словам Мартина[где?], в каждом проекте ему нравится проникать в каждую деталь и каждый аспект. Через его руки проходят всё: подбор актёров, разработка сценария и вопросы маркетинга и рекламы.
В работе над созданием гангстерского фильма «Путь Карлито» (1993) по роману Эдвина Торреса Мартин вновь воссоединился с Де Пальма и Пачино. Картина была тепло встречена критиками и получила лестные отзывы у широкой публики.

## Фильмография
| Год  | Русское название                     | Оригинальное название                     |
| ---- | ------------------------------------ | ----------------------------------------- |
| 1973 | Серпико                              | Serpico                                   |
| 1975 | Собачий полдень                      | Dog Day Afternoon                         |
| 1976 | Следующий человек                    | The Next Man                              |
| 1979 | Искушение Джо Тайнана                | The Seduction of Joe Tynan                |
| 1980 | О. Н. А.                             | S+H+E: Security Hazards Expert            |
| 1980 | Simon (фильм)                        | Simon                                     |
| 1981 | Времена года                         | The four Seasons                          |
| 1981 | Змеиный яд                           | Venom                                     |
| 1983 | Eddie Macon's Run                    | Eddie Macon’s Run                         |
| 1983 | Лицо со шрамом                       | Scarface                                  |
| 1986 | Сладкая свобода                      | Sweet Liberty                             |
| 1987 | Настоящие мужчины                    | Real Men                                  |
| 1988 | Новая жизнь                          | A New Life                                |
| 1989 | Море любви                           | Sea of Love                               |
| 1990 | Свадьба Бетси                        | Betsy’s Wedding                           |
| 1992 | Шёпоты в ночи                        | Whispers in the Dark                      |
| 1992 | Голубой лёд                          | Blue Ice                                  |
| 1993 | Настоящая Маккой                     | The Real MacCoy                           |
| 1993 | Путь Карлито                         | Carlito’s Way                             |
| 1994 | Тень                                 | The Shadow                                |
| 1995 | Тайна медвежьей горы                 | Gold Diggers: The Secret of Bear Mountain |
| 1996 | Матильда                             | Matilda                                   |
| 1997 | Нечего терять                        | Nothing to Lose                           |
| 1998 | Один крутой полицейский              | One Tough Cop                             |
| 1999 | Власть страха                        | The Bone Collector                        |
| 2002 | Приключения Плуто Нэша               | The Adventures of Pluto Nash              |
| 2003 | Каролина                             | Carolina                                  |
| 2005 | Путь Карлито 2: Восхождение к власти | Carlito’s Way: Rise to Power              |

## Награды

### Номинации
- «Оскар»
  - Лучший фильм за картину «Собачий полдень» (англ. Dog Day Afternoon)